# Markering voor veilig vaarwater

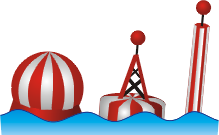
Voorbeelden van markeringen van veilig vaarwater.

Markering voor veilig vaarwater of betonning voor veilig vaarwater ((en) safe water marks) of midvaarwaterboei in de vorm van een boei of andere markering, zoals gedefinieerd door de International Association of Marine Aids to Navigation and Lighthouse Authorities  (IALA) door middel van het IALA Maritiem Betonningsstelsel, is een vorm van betonning die gebruikt wordt door maritieme autoriteiten om aan te geven dat dit het einde of anders het begin is van een betonde of bebakende vaarweg en er open, diep en veilig vaarwater in het vooruitzicht ligt voor de scheepvaart. Deze markering staat soms ook bekend als een vaarwaterboei (Fairway Buoy).
De betonning van dit type is herkenbaar aan haar rood en witte verticale banen en als topteken (indien aanwezig) een enkele rode bol. Het licht (indien aanwezig) is wit met het karakter Iso, Oc, Fl, LFl of Mo(A) = morsecode "A" (· —).
In Nederland is het geregeld in het Scheepvaartreglement territoriale zee.
Meestal dragen deze boeien van dit type de initialen van de waterweg.

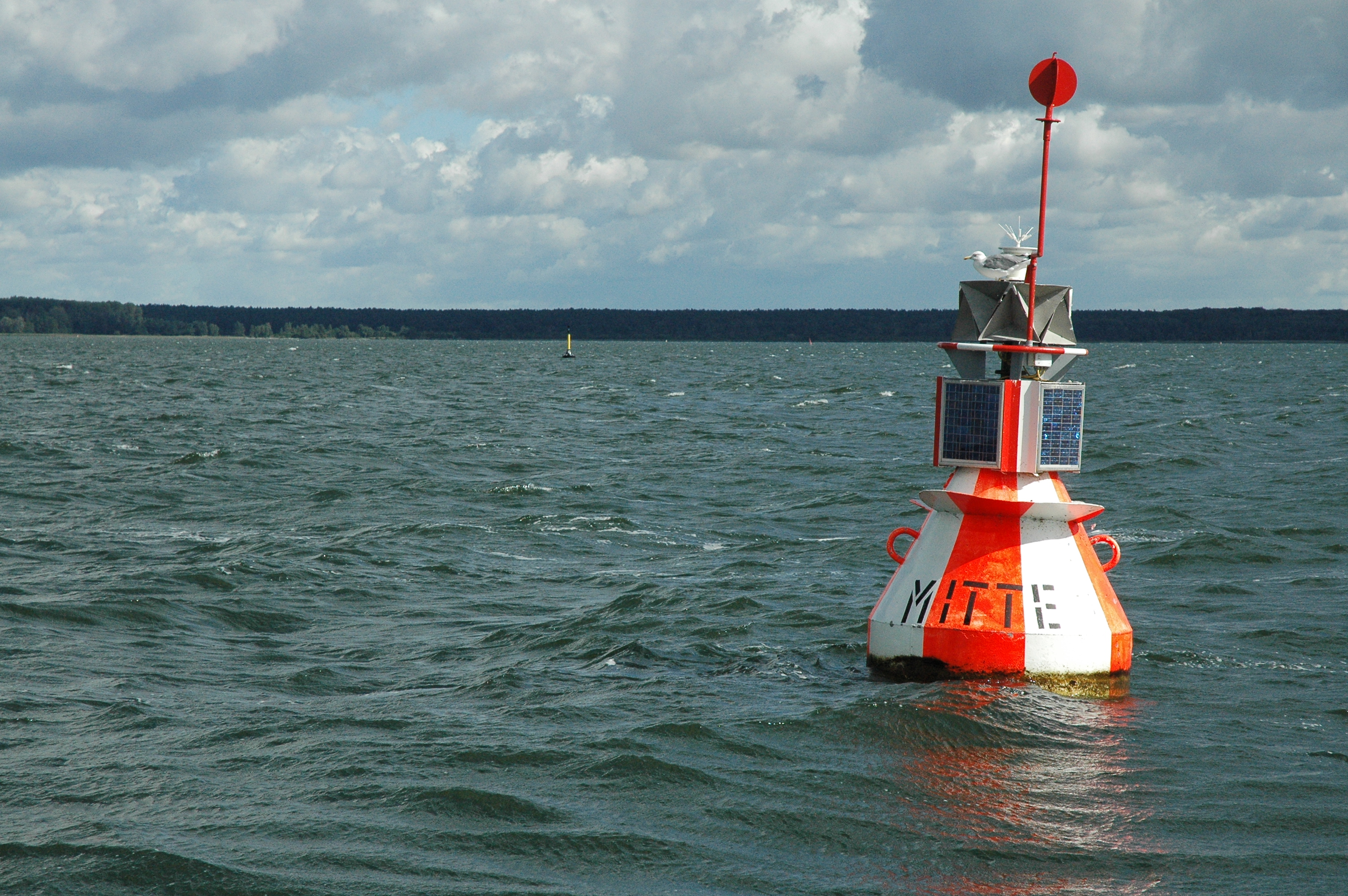
Mueritzboei
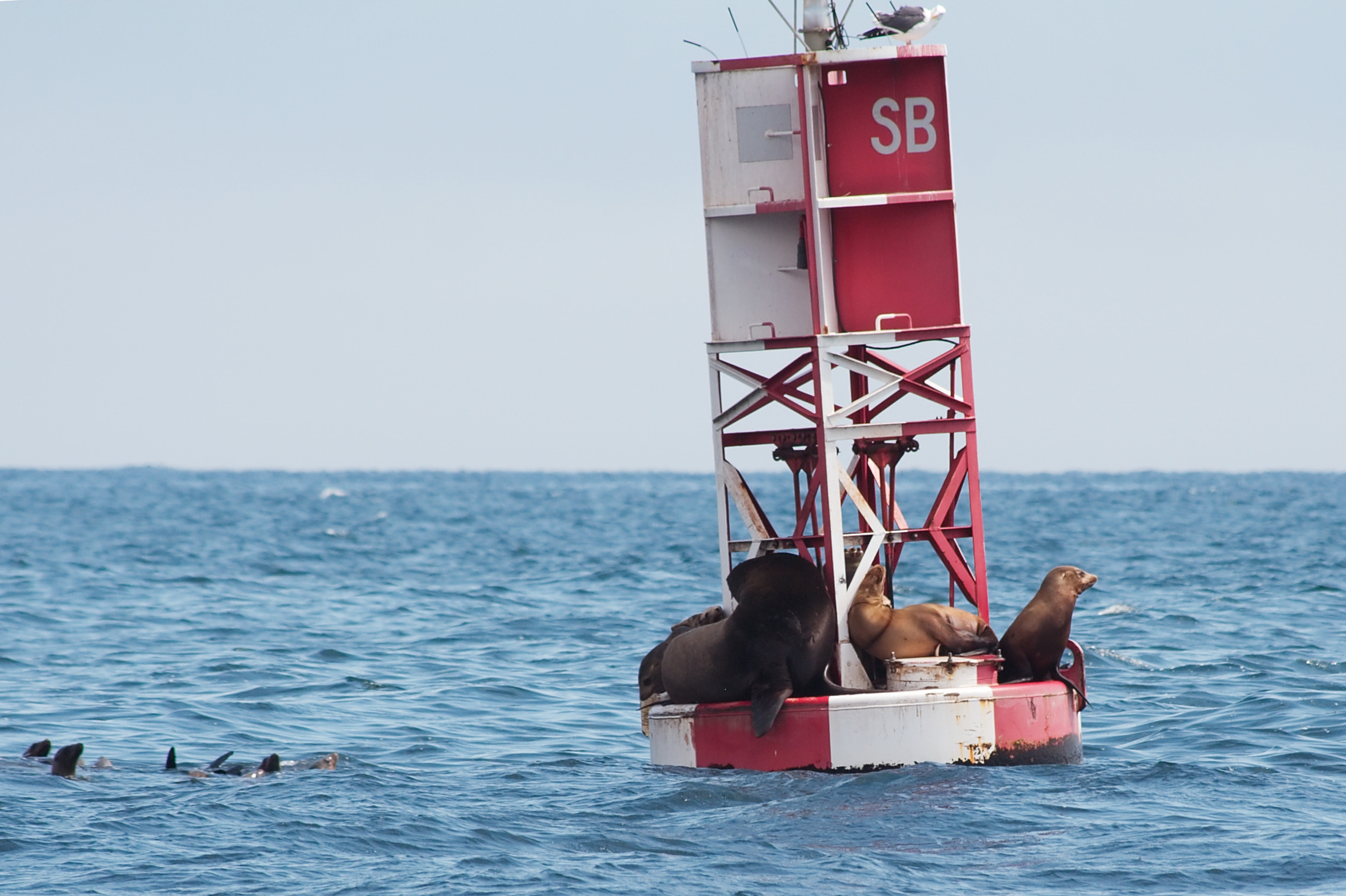
Boei met zeeleeuwen